# Прелька
Прелька (латыш. Preiļupe; верховье: Šaurupīte, Šaurupeite, Nakšaure, Nakšaureite) — река бассейна Балтийского моря. Протекает в Прейльском крае Латвии. Вытекает из озера Салмейс через канал и впадает в реку Фейманка. Это примерно в 1,2 км на северо-восток от деревни Анчкини и в 5,2 км на юго-запад от Прейли — самого крупного населённого пункта на её пути. Основное направление течения реки — на запад. Русло реки частично регулировалось. Часть его представляет собой систему каналов Прейльского усадебного комплекса, вырытых в середине XIX века. Длина реки — 19 км, площадь бассейна — 104 км², годовой сток — 0,021 км³, перепад высоты — 42 м.